# Fundació Enciclopèdia Catalana

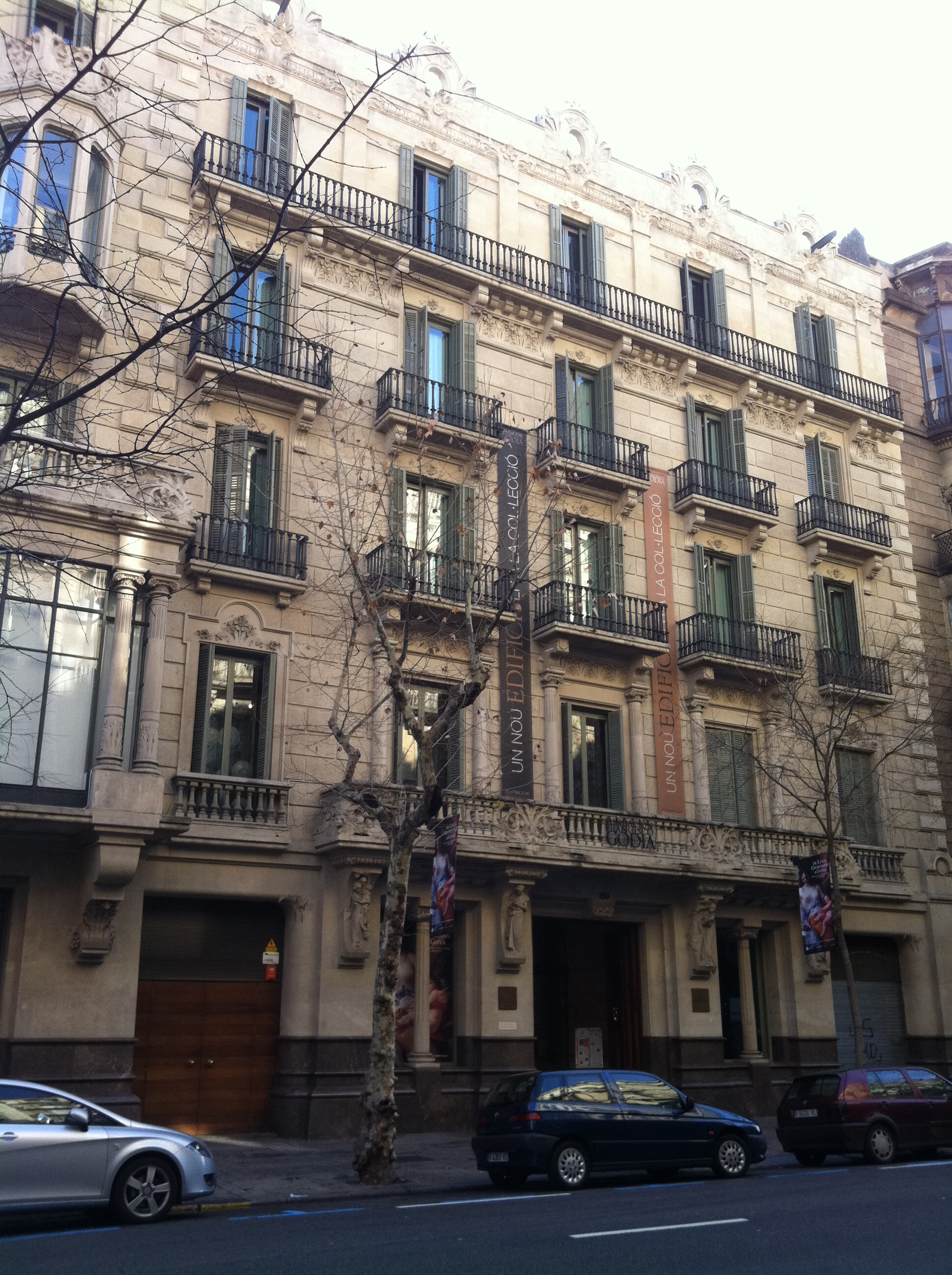
La casa Garriga Nogués, antiga seu de la Fundació

La Fundació Enciclopèdia Catalana és una fundació catalana constituïda com a tal el 22 de juliol de 1980. Des de 2018, el seu president és Xavier Cambra i Vergés.

## Història
Va ser fundada per Antoni Forrellad i Solà, Joan Casablancas i Bertran, Joan Baptista Cendrós i Carbonell, Joan Martí i Mercadal i Antoni Perramon i Dalmau.
Tot i que ja el 1969 es va publicar el primer volum de la Gran Enciclopèdia Catalana, no seria fins al 1980 que es crearia la Fundació.
Amb l'objectiu de tenir una organització forta que actués en el camp cultural, el llavors President de la Generalitat de Catalunya Jordi Pujol va demanar a diversos empresaris que cedissin part dels seus actius a la Fundació. Així ho va fer, per exemple, Joan B. Cendrós, qui el 1983 va cedir els quatre segells de l'editorial Aymà. Aquell mateix any també es va fer públic que la fundació publicaria el Premi Sant Jordi de novel·la, un dels més destacats de les lletres catalanes via Edicions Proa.
Durant els anys 80 es van anar publicant títols com Gran geografia comarcal de Catalunya, Catalunya Romànica, Història natural dels Països Catalans, Història. Política, societat i cultura dels Països Catalans, Tradicionari o el Gran Diccionari de la llengua catalana, entre molts altres.
Entre 1983 i 2004, va tenir la seu a la casa Garriga Nogués, a l'Eixample de Barcelona.
El 1992 la Fundació va començar a gestionar el segell La Galera, i el 1997 l'Editorial Pòrtic.
Durant els anys 2000 la Fundació va començar a organitzar activitats com el Certamen nacional infantil i juvenil de lectura en veu alta (des de 2004) El 2008 va organitzar el 1r Dictat en català obert a tothom. dins els actes de la Setmana del Llibre en Català. La Fundació és membre fundador del Centre Català de la UNESCO, i ja el 2008 va donar suport econòmic a algunes activitats realitzades per aquesta. Més endavant van obrir la Llibreria Proa Espais, especialitzada en llibre en català, que tenia com a objectiu posar a l'abast del públic la totalitat dels fons editorials catalans vius. La llibreria tancaria el 2011 per motius financers. El 2013 va tenir un pressupost anual d'1,8 milions d'euros.
Actualment, la Fundació és la propietària del Grup Enciclopèdia, que al seu torn és propietari de diverses empreses i projectes editorials. Ha realitzat projectes de col·laboració amb diverses entitats culturals, entre les quals destaquen Acció Cultural País Valencià, l'Associació d'Escriptors en Llengua Catalana i Pen Català, entre d'altres. Té la seu actual al carrer Josep Pla, 95, de Barcelona.

## Patronat (2021)[6]
- Xavier Cambra i Vergés, president
- Carles Sumarroca i Claverol, vicepresident
- Josep Lluís Vilaseca i Requena, secretari

Vocals
- Josep M. Benet i Ferran
- Àngel Castiñeira i Fernández
- Joan Oliveras i Bagués
- Josep Pujol i Ferrusola
- Irene Rigau i Oliver
- Genís Roca i Verard
- Laia Terrón i Marín[7]

## Premis literaris
La Fundació és la responsable d'atorgar diversos premis. Té relació (fundant, dotant o participant) amb diversos premis literaris:
- Premi Sant Jordi de novel·la. Convocat per Òmnium Cultural i Fundació Enciclopèdia Catalana (1982-2017)
- Premi Carles Riba, de poesia. Convocat per Edicions Proa amb el patrocini de Fundació Enciclopèdia Catalana
- Premi Mercè Rodoreda, de contes i narracions (amb Òmnium Cultural). Convocat per Òmnium Cultural i Fundació Enciclopèdia Catalana
- Premi Folch i Torres.[9] Convocat per La Galera Editorial
- Premi Joaquim Ruyra de narrativa juvenil. Convocat per La Galera Editorial
- Premi Carlemany de novel·la. Convocat pel Govern d'Andorra, Fundació Enciclopèdia Catalana i les editorials Proa i Columna (1994-2010)
- Premi Emili Teixidor de primers lectors. Convocat per la Galera Editorial (2021-)

## Presidents
Llista de presidents de la Fundació:
- 1980 - 1983 — Antoni Forrellad i Solà
- 1983 - 1990 — Joan Casablancas i Bertran
- 1990 - 1996 — Antoni Bascompte i Barlabé
- 1996 - 2006 — Raimon Carrasco[10]
- 2006 - 2011 — Agustí Montal i Costa[11]
- 2011 - 2016 — Jordi Porta i Ribalta[12]
- 2016 - 2018 — Antoni Subirà i Claus[13]
- 2018 - actualitat — Xavier Cambra i Vergés[1]

## Fons d'art
El 1988, la Fundació va instituir el Premi Obra Gràfica, atorgat anualment a un artista emergent. Gràcies a aquest premi la fundació ha anat creant un fons d'art propi, un recull de les obres guanyadores d'aquest premi, així com d'altres encàrrecs fets per artistes ja consagrats en el sector. Inclou obres d'artistes com Josep Maria Subirachs, Josep Guinovart, Albert Ràfols-Casamada, Josep Serra Llimona, i d'autors més joves com Jordi Pintó o Neus Martín Royo. El 2006 aquest fons es va poder veure en una exposició al Col·legi d'Enginyers Industrials de Catalunya.